# Hedwig Christina Gertrud von Korff zu Sutthausen

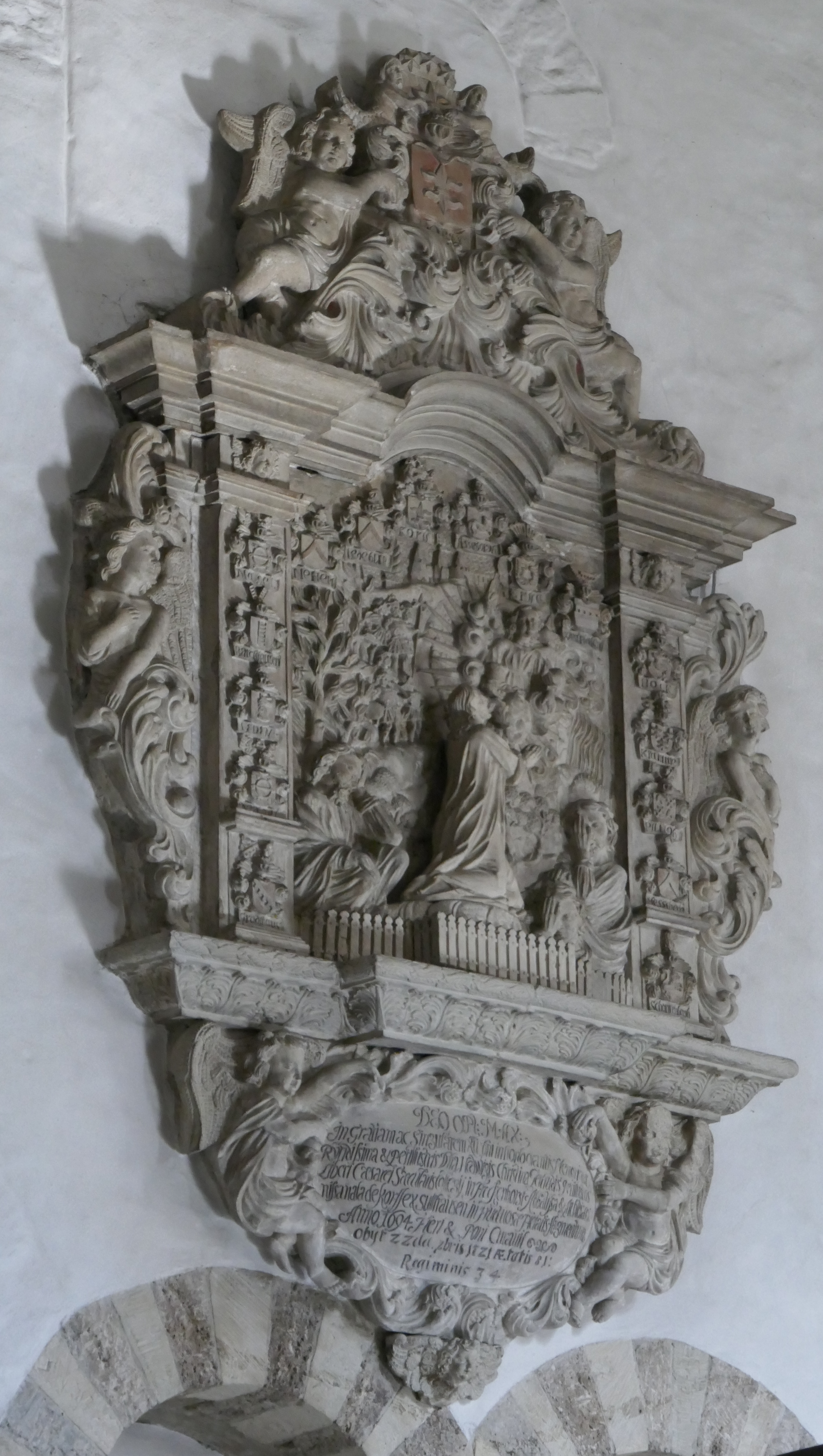
Epitaph in der Stiftskirche in Freckenhorst

Hedwig Christina Gertrud von Korff zu Sutthausen (* um 1640; † 22. September 1721) war Äbtissin im Stift Freckenhorst.

## Leben

### Herkunft und Familie
Hedwig Christina Gertrud von Korff zu Sutthausen wuchs als Tochter des Rudolf Dietrich von Korff zu Sutthausen und Anna Rotgera Sophia von Eickel und ihren Geschwistern Benedikt Reiner und Anna Katharina (Stiftsdame) in einer niederen westfälischen Adelsfamilie auf. Aus der ersten Ehe ihres Vaters mit Helena von der Asseburg stammte Dietrich Ludwig, Domthessaurat in Osnabrück. Ihr Großvater Dietrich, der 1622 aus Westfalen kam und das Gut Sutthausen kaufte, war vom Osnabrücker Fürstbischof Franz Wilhelm von Wartenberg als Bürgermeister von Osnabrück eingesetzt worden.

### Werdegang und Wirken
Hedwig Christina Gertrud wurde zum ersten Mal am 16. September 1670 urkundlich erwähnt und war vom 30. August 1675 bis zu ihrer Wahl als Äbtissin als Amtsjungfer tätig. Die Wahl fand am 16. September 1688 statt. Ihren Gehorsamseid leistete sie am 18. November 1688 und am Tag darauf unterzeichnete sie ihre Wahlkapitulation mit der Verpflichtung, ausschließlich in Freckenhorst zu residieren. Die Abtei hatte in der Vorzeit durch die ständige Abwesenheit der Äbtissinnen große Nachteile erlitten. Der Bischof bestätigte am 5. Dezember 1688 die Wahl. So konnte am 11. Oktober 1689 der feierliche Einzug stattfinden.
Im Jahre 1691 ließ Hedwig Christina die Petrikapelle restaurieren. Darüber hinaus schenkte sie dem Kloster wertvolle sakrale Gegenstände. Sie machte am 18. Juni 1714 ihr Testament, wobei am 16. September 1717 und 24. April 1721 Kodizille zugefügt wurden. In der Stiftskirche erinnert ein Epitaph an die Äbtissin. Das Motiv „Die Todesangst Christi“ steht im Zusammenhang mit ihrer im Jahre 1694 gegründeten Stiftung der „Todesangst-Bruderschaft“.